# نوكيا 3.1
نوكيا 3.1 (بالإنجليزية: Nokia 3.1)‏ هو هاتف ذكي من نوكيا يعمل بنظام تشغيل أندرويد، تم إصداره في مايو 2018 من قبل (HMD Global). يعد خلفًا للهاتف Nokia 3. تم إطلاقه بنظام التشغيل أندرويد 8.0 "أوريو"، والذي يمكن تحديثه إلى أندرويد 10. الهاتف يعتبر جزءًا من برنامج (Android One) الخاص بجوجل.

## التصميم
يستخدم الهاتف معالج (MediaTek MT6750N) ثماني النواة يحتوي على وحدة معالجة مركزية (ARM Cortex-A53) ثمانية النواة بسرعة 1.5 جيجاهرتز ومعالج رسوميات ARM Mali-T860 MP2. يحتوي الهاتف على بطارية ليثيوم أيون بقوة 2990 مللي أمبير في الساعة، وكاميرا خلفية بدقة 13 ميجابكسل مع فلاش LED، وكاميرا أمامية بدقة 8 ميجابكسل. يحتوي الهاتف على شاشة تعمل بتقنية IPS LCD سعوية بنسبة عرض إلى ارتفاع 18:9.
يأتي الهاتف بنموذجين: نموذج بذاكرة وصول عشوائي 2 غيغابايت وسعة تخزين 16 غيغابايت، ونموذج بذاكرة وصول عشوائي 3 غيغابايت وسعة تخزين 32 غيغابايت.
تم شحن الجهاز في البداية مع نظام التشغيل أندرويد أوريو. تم إصدار تحديث لنظام التشغيل أندرويد بي في يونيو 2019. أحدث تحديث أمان كان في أغسطس 2021.

## الاستقبال
حصل هاتف Nokia 3.1 على مراجعات متباينة. أشاد أندرو ويليامز من تك رادار بتصميم الهاتف وجودة الشاشة و"تقنية HDR فعالة"، في حين انتقد "الأداء والتخزين الضعيفين".